# Phytomyptera minuta
Phytomyptera minuta är en tvåvingeart som beskrevs av Townsend 1927. Phytomyptera minuta ingår i släktet Phytomyptera och familjen parasitflugor. Inga underarter finns listade i Catalogue of Life.